# Symmoriida
Symmoriida — вимерлий ряд акул, що існував протягом пермського періоду (359–294 млн років тому). Викопні скам'янілі рештки представників ряду знайдені на території США, Росії та Японії.

## Опис
Відмінною особливістю самців є дорсальний шип. Про призначення якого серед дослідників немає єдиної думки.

## Класифікація
Ряд містить три родини і 9 родів:
Ряд Symmoriida
- Родина †Symmoriidae
  - Рід †Cobelodus
  - Рід †Denaea
  - Рід †Symmorium
- Родина †Falcatidae
  - Рід †Democles
  - Рід †Falcatus
- Родина †Stethacanthidae
  - Рід †Akmonistion
  - Рід †Bethacanthulus
  - Рід †Orestiacanthus
  - Рід †Stethacanthulus
  - Рід †Stethacanthus
    - Вид †Stethacanthus altonensis
    - Вид †Stethacanthus productus
    - Вид †Stethacanthus praecursor
    - Вид †Stethacanthus mirabilis
    - Вид †Stethacanthus resistens
    - Вид †Stethacanthus thomasi